# 어드벤처 (1980년 비디오 게임)
《어드벤처》(Adventure)는 워렌 로비넷이 개발하고 아타리 주식회사가 배급한 1980년 비디오 게임이다. 아타리 VCS(이후 아타리 2600로 개명) 플랫폼으로 제작됐다.
플레이어가 네모 모양 아바타를 조종해 마법의 성작을 찾아 황금성으로 회수하는 것이 게임의 목표이다. 게임 내에 박쥐, 용같이 진행을 방해하는 적들이 배치됐다.
본래 1977년 텍스트 어드벤처 《콜로설 케이브 어드벤처》의 그래픽 추가판으로 기획됐다. 워렌 로비넷은 일 년간 아타리 2600의 기술적 한계를 연구하면서 게임을 설계하고 프로그래밍했다. 아타리의 임원진이 프로그래머 개인의 성명을 게임 내에 개재하는 것을 금지하자 로비넷이 숨겨진 입력을 통해 자신의 이름을 표시하는 이스터 에그를 삽입한 것으로 유명하다.
《어드벤처》는 출시 당시 대체로 긍정적인 평가를 받았다. 게임 카트리지의 추정 판매량은 1백만 장 이상이었다. 후향적 관점에서 역사상 최초의 액션 어드벤처 게임로 간주되며 이후 발매된 게임들에게 큰 영향을 줬다.

## 반응
발매 당시 《어드벤처》는 대체적으로 긍정적인 평가를 받았다.